# Kapelle St. Georg (Winnberg)

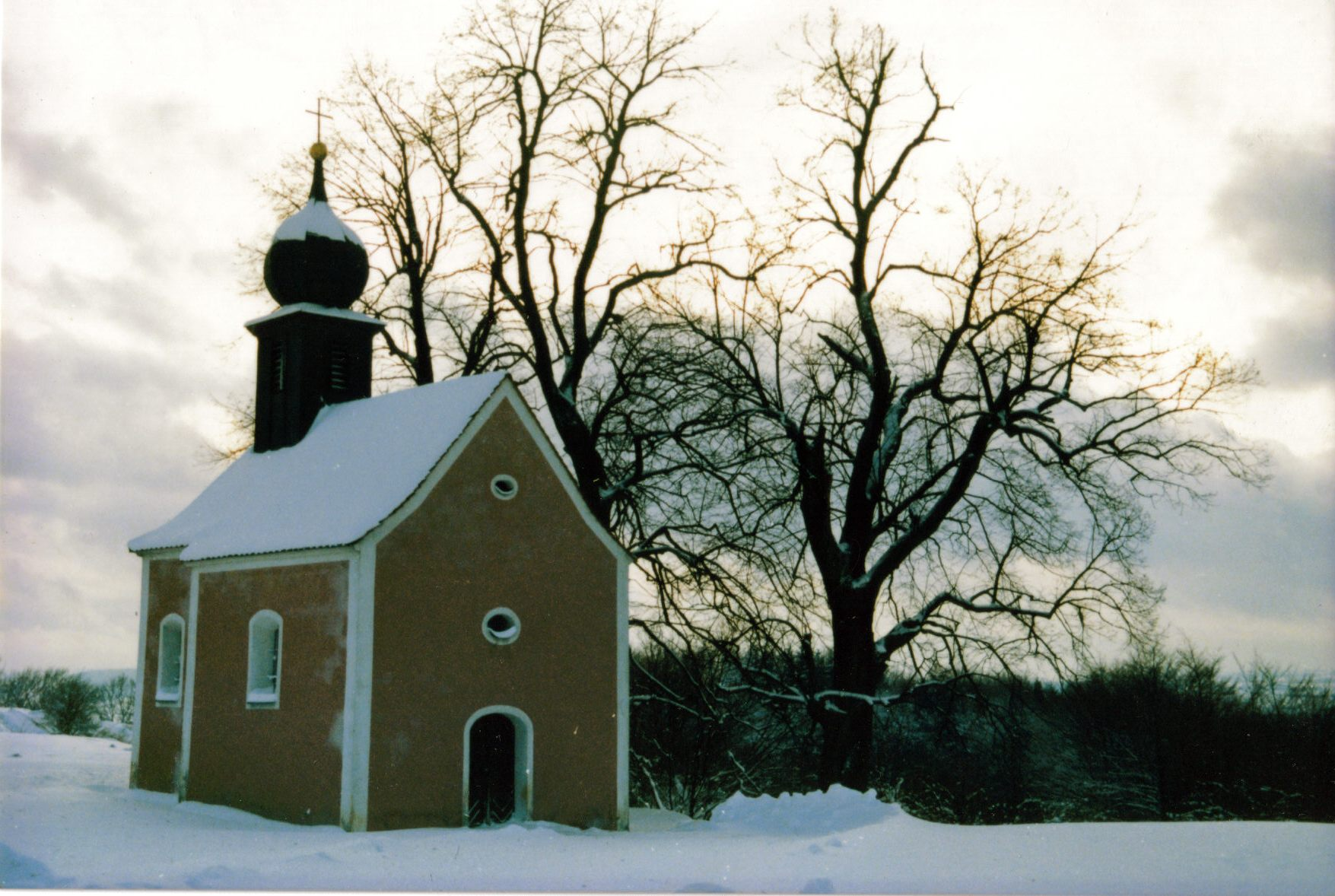
Die Kapelle im Winter

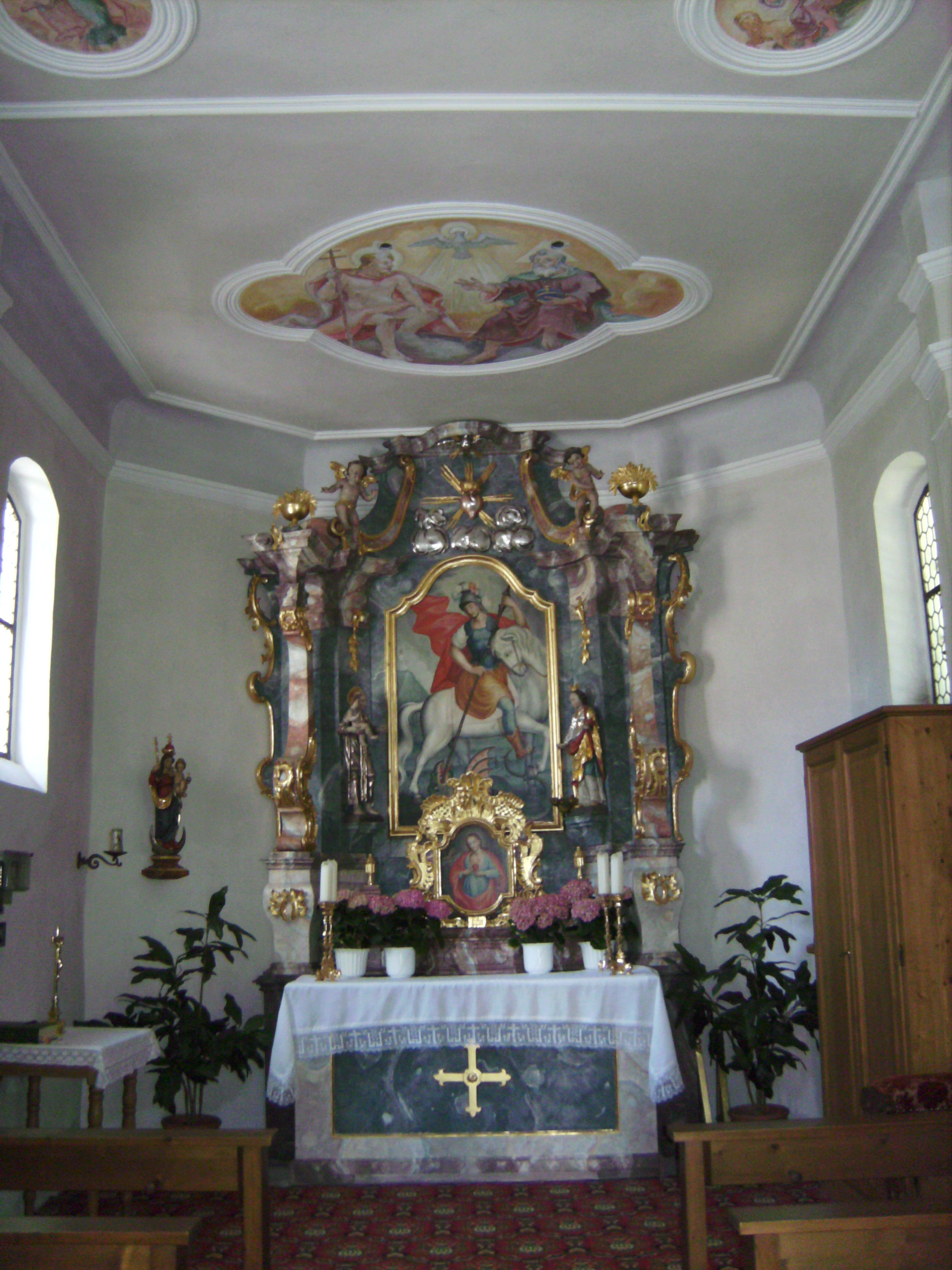
Altarbild vom Drachentöter Georg

Die Kapelle St. Georg in Winnberg liegt in der Gemeinde Sengenthal und ist eine Filialkirche der Pfarrei St. Nikolaus Reichertshofen.
Über die 1559 in einem Inventarverzeichnis des Neumarkter Stadtschultheißen erwähnte Kapelle, die dem heiligen Georg geweiht war, ist nur bekannt, dass sie 1746 durch einen Schauerschlag zerstört wurde. Im gleichen Jahr wurde sie in den Maßen 4 × 5 m (Langhaus) wiedererrichtet. 1747 erhielt sie die Messlizenz, 1750 einen neuen Georgsaltar. Die Deckenbilder wurden 1872 von Maler Sperber aus Velburg angefertigt.
1937 hingen zwei Glocken im Türmchen, eine von 1669 und eine von 1811.
Mitte des 20. Jahrhunderts kam es zu einer Umpfarrung von Winnberg aus der Pfarrei St. Willibald zu Deining in die Filialgemeinde Sengenthal. Aufgrund der in Sengenthal neu gebauten Kirche wurde 1969 der Abriss der maroden barocken Kirche vorgeschlagen. Dies wurde allerdings aus Gründen des Denkmalschutzes abgelehnt. 1972 wurde das Kirchlein komplett renoviert. In der Kirche befindet sich außerdem ein sehr wertvoller Kreuzweg aus dem 18. Jahrhundert.
1937 wohnten in Winnberg 68 Katholiken und sechs Protestanten.
Früher wurde in der Kapelle am Sonntag nach St. Georg und alle 14 Tage eine heilige Messe gefeiert. Heute findet einmal monatlich eine Messfeier statt.